# 多克林鄉
45°18′N 21°39′E / 45.300°N 21.650°E
多克林鄉（羅馬尼亞語：Comuna Doclin, Caraș-Severin），是羅馬尼亞的鄉份，位於該國西南部，由卡拉什-塞維林縣負責管轄，處於布加勒斯特以西400公里，每年平均降雨量1,092毫米，海拔高度2,043米，2007年人口。